# Sirkka Polkunen
Sirkka Polkunen   (Jyväskylä, 6 de novembre de 1927 - Laukaa, 28 de setembre de 2014), posteriorment coneguda amb el nom de casada Sirkka Vilander, fou una esquiadora de fons finlandesa que va competir durant la dècada de 1950.
El 1952 va prendre part en els Jocs Olímpics d'Hivern d'Oslo, on fou cinquena en la cursa dels 10 quilòmetres del programa d'esquí de fons. Quatre anys més tard, als Jocs de Cortina d'Ampezzo, disputà dues proves del programa d'esquí de fons. Guanyà la medalla d'or en la prova dels relleus 3x5 quilòmetres, formant equip amb Mirja Hietamies i Siiri Rantanen, mentre en la prova dels 10 quilòmetres fou vuitena. En el seu palmarès també destaca una medalla de plata al Campionat del Món d'esquí nòrdic.